# The Beat (brytyjski zespół muzyczny)
The Beat (The English Beat) – zespół brytyjski, powstał w 1978 roku w Birmingham (Anglia). Reprezentant sceny 2 Tone (obok The Specials, Madness, Bad Manners i The Bodysnatchers). W pierwszym okresie grał ska z domieszkami reggae, muzyki karaibskiej i soulu, z czasem kierując się bardziej w stronę popu.

## 1978-1983
W pierwszym składzie grali: Dave Wakeling (wokal, gitara rytmiczna), Andy Cox (gitara prowadząca), David Steele (bas), Everett Morton (perkusja), Ranking Roger (wokal) i Saxa (saksofon). Przez pierwsze lata zespół był związany ze sceną 2 Tone. Dla 2 Tone Rec. wydają w 1979 r. swój pierwszy singiel („Tears Of A Clown„/”Ranking Full Stop”), biorą udział w trasie zorganizowanej przez wytwórnię, uwiecznionej w filmie dokumentalnym Dance Craze (1981). Popierają ruch przeciwko wykorzystaniu energii nuklearnej przekazując na jego rzecz wpływy ze sprzedaży singla „Best Friend”. Stopniowo odchodzą od stylistyki ska/reggae, kierują się ku muzyce będącej mieszanką soul i popu. Graja trasy razem z wieloma uznanymi wykonawcami, takimi jak David Bowie, The Clash, The Police, The Pretenders, R.E.M., The Specials czy Talking Heads. W latach 1979 – 83 nagrywają dla własnej wytwórni GO FEET REC.. Odnoszą sukces komercyjny – dwa pierwsze albumy I Just Can’t Stop It (GO FEET 1980) oraz Wha'ppen (GO FEET 1981) zajmują trzecią pozycję na brytyjskiej liście przebojów, a pięć singli umieszczają w pierwszej dziesiątce brytyjskiej listy przebojów („Mirror In the Bathroom” z 1980 r. na 4 miejscu, „Can’t Get Used To Losing You” z 1983 r. na 3 miejscu listy przebojów). W 1983 roku zespół rozpada się.

## Okres po rozpadzie
W 1983 r. Wakeling i Ranking Roger zakładają zespół General Public (min. z Mickiem Jonesem z The Clash i Horacem Panterem z The Specials). Nagrywają z nim płyty All the Rage (I.R.S. 1984), Hand to Mouth (I.R.S. 1986) oraz Rub It Better (Epic Records 1995). Zespół działał do 1995 roku.
Andy Cox i David Steele zakładają w 1984 r. zespół Fine Young Cannibals. Wydają z nim albumy Fine Young Cannibals (I.R.S. 1985) oraz The Raw and the Cooked (I.R.S. 1989). Zespół z przerwami działa do dziś.
Everett Morton i Saxa powołują do życia The International Beat.
W 1984 Ranking Roger i Dave Wakeling biorą gościnny udział w nagraniach singla The Specials „Nelson Mandela” oraz piosenki Madness „Victoria Gardens”.
W 1988 roku Ranking Roger debiutuje solowo albumem Radical Departure (I.R.S. 1988). W tym samym roku solowy album wydaje Dave Wakeling – The Happiest Man In The World (I.R.S. 1988).
W 1990 roku Ranking Roger razem Neville’em Staple’em, Johnem Bradburym i Lynvalnem Goldingiem z The Specials powołują do życia Special Beat. W tym składzie ruszają w trasę koncertową. Grają przez kilka lat, a jeden z występów w Japonii z 1992 r. został udokumentowany albumem Live in Japan (Dojo Rec. 1993).
W 2003 roku The Beat reaktywuje się w niemal pełnym składzie bez Andy’ego Coxa i Davida Steele’a. Grają wyprzedane koncerty.
Dave Wakeling jako The English Beat występuje w USA. W 2006 roku Ranking Roger i Everett Morton nagrywają płytę jako The Beat (za miks odpowiedzialny był Adrian Sherwood), ale do dziś jej nie wydano.

## Pierwszy skład
- Dave Wakeling (wokal, gitara rytmiczna)
- Andy Cox (gitara prowadząca)
- David Steele (bas)
- Everett Morton (perkusja)
- Ranking Roger (wokal)
- Saxa (saksofon)

## Dyskografia

### Albumy studyjne
- „I Just Can’t Stop It” (GO FEET 1980) UK # 3
- „Wha'ppen” (GO FEET 1981) UK # 3
- „Special Beat Service” (GO FEET 1982) UK # 21

### Kompilacje
- „What Is Beat?” (GO FEET 1983) UK # 10
- „The Beat Goes On” (IRS 1991)
- „B.P.M. ... beats.per.minute ...The Very Best Of” (GO FEET/ARISTA/BMG 1996) UK # 13
- „Beat This! The Best of The Beat” (GO FEET/LONDON 2000)
- „The Platinum Collection” (LONDON 2005)
- „You Just Can’t Beat It! The Best of The Beat” (LONDON 2008)

### Single
- „Tears Of A Clown"/"Ranking Full Stop” (2 TONE REC. 1979) UK # 6 – podwójna strona A
- „Hands Off... She’s Mine” (GO FEET 1980)UK # 9
- „Mirror In the Bathroom” (GO FEET 1980)UK # 4
- „Best Friend"/"Stand Down Margaret (dub)” (GO FEET 1980) UK # 22 – podwójna strona A
- „Twist & Crawl” (GO FEET 1980)
- „Too Nice To Talk To” (GO FEET 1980) UK # 7
- „Drowning"/"All Out To Get You” (GO FEET 1981) UK # 22 – podwójna strona A
- „Doors Of Your Heart” (GO FEET 1981) UK # 33
- „Hit It” (GO FEET 1981) UK # 70
- „Save It For Later” (GO FEET 1982) UK # 47
- „Jeanette” (GO FEET 1982) UK # 45
- „I Confess” (GO FEET 1982) UK # 54
- „Can’t Get Used To Losing You” (GO FEET 1983) UK # 3
- „Ackee 1-2-3” (GO FEET 1983) UK # 54
- „Save It For Later” (A&M/IRS 1988)
- „I Confess” (A&M/IRS 1989)
- „Mirror In The Bathroom (Remix)” (GO FEET 1996) UK # 44